# Sparatutto tattico

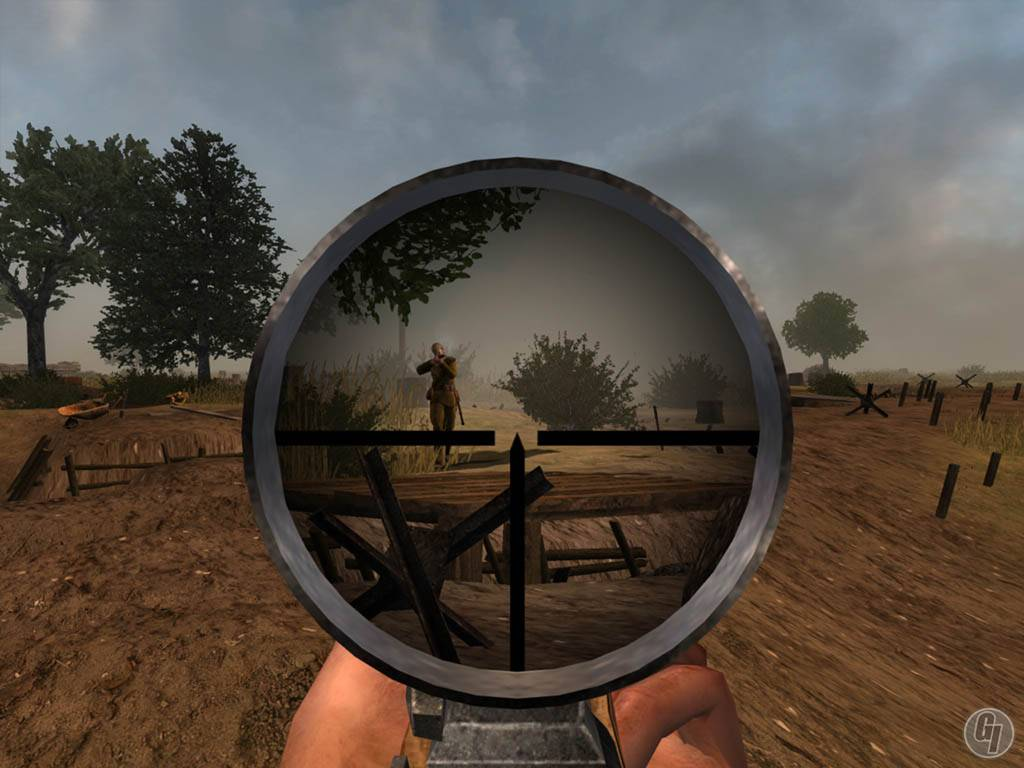
Un momento di Red Orchestra: Ostfront 41-45, esempio di sparatutto in prima persona tattico

Sparatutto tattico (in inglese tactical shooter) è un sottogenere di videogiochi sparatutto sia in prima che terza persona, incentrato sulla simulazione di combattimenti realistici; pertanto, tattiche militari e cautela prevalgono in questo genere, rispetto ai riflessi rapidi richiesti in altri giochi d'azione. Talvolta, il grado di realismo e simulazione militare di questi giochi è talmente vicino alla realtà che possono essere definiti come "Mil-Sim".

## Caratteristiche
Il genere di sparatutto tattico porta enfasi sull'essere cauti, cooperando con gli altri giocatori anziché da soli, e pianificando gli scontri. Spesso si simulano strategie militari esistenti o ci si ispira da esse. Tipicamente, i movimenti del giocatore sono ristretti in velocità e comportamento in una maniera realistica, la balistica dei proiettili viene simulata per essere il più vicino possibile al comportamento che avrebbero nel mondo reale, i giocatori sono invitati od obbligati a giocare in squadre e collaborare fra loro, e si tenta di riprodurre un effetto di soppressione e modello di danni realistici (tipicamente i personaggi dispongono di poca vita e le armi procurano danni elevati).
Spesso, gli sparatutto tattici fanno uso di armi e veicoli fedelmente riprodotti, e meccaniche come i power-up sono poco o per nulla presenti.
Questi titoli possono essere ambientati in svariate epoche e luoghi, spesso nel presente o anche un futuro vicino; tuttavia non sono inconsueti anche rievocazioni al passato, riproducendo solitamente la Grande Guerra o la Seconda Guerra Mondiale. Oltre a conflitti militari, gli sparatutto tattici possono anche includere o basarsi su altri argomenti, come gli scontri tra le forze di polizia, ad esempio la SWAT, e criminali di vario tipo. Le modalità di gioco possono includere l'eliminazione di un certo numero di bersagli, la cattura di aree di gioco od elementi specifici, la scorta di VIP, la distruzione di obiettivi ed altro ancora. Molti di questi titoli includono modalità online oppure funzionano esclusivamente con essa.